# Hermann Garrn
Hermann Garrn (11 maart 1888 –  27 maart 1964) was een Duits voetballer. Zijn echte naam was Hermann Ehlers.

## Biografie
Garrn ging in 1904 voor FC Victoria von 1895 spelen, vanaf 1908 SC Victoria Hamburg. De club speelde in de A-Klasse van Hamburg-Altona, waarmee hij vijf keer de titel kon winnen. In 1906 en 1907 werd hij ook Noord-Duits kampioen waardoor hij met de club ook op nationaal niveau speelde.
Met het Noord-Duitse elftal nam hij ook deel aan de bekercompetitie, de Kronprinzenpokal die hij met zijn team in 1911 kon veroveren. Hij speelde ook twee interlands. Hij debuteerde op 17 juni 1908 in Wenen tegen Oostenrijk en zijn tweede en laatste interland speelde hij op 13 maart in Oxford, waar de Duitsers werden verslagen door de Engelse amateurs met 9-0.